# Модульний синтезатор

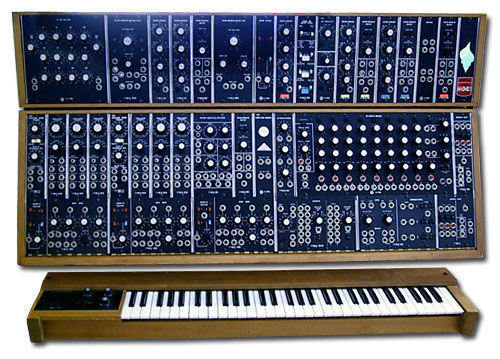
Модульний синтезатор Moog 55

Модульні синтезатори — синтезатори, що складаються з окремих модулів різних функцій. Модулі можуть бути з'єднані користувачем для створення патча. Виходи з модулів можуть включати звукові сигнали, аналогові керуючі напруги, або цифрові сигнали для логіки або умов синхронізації. Типовими модулями є осцилятори з керованою напругою, фільтри з керованою напругою, підсилювачі з керованою напругою та генератори обвідних.

## Історія
Перший модульний синтезатор був розроблений німецьким інженером Харальдом Боде наприкінці 1950-х.  У 1960-х роках було представлено синтезатор Moog та модульну електронну музичну систему Buchla, що була створена приблизно в той же період.  Moog складався з окремих модулів, які створювали та формували звуки, такі як обвідні, генератори шуму, фільтри та секвенсори   з'єднані патч-кордами.
До 90-х років модульні синтезатори втратили популярність порівняно з дешевшими, меншими за розмірами цифровими та програмними синтезаторами.  Німецький інженер Дітер Допфер вважав, що модульні синтезатори все ще можуть бути корисними для створення унікальних звуків, і створив нову, меншу за розміром модульну систему Doepfer A-100. Це привело до утворення нового стандарту для модульних систем, Eurorack; станом на 2017 рік понад 100 компаній, включаючи Moog та Roland, розробляли модулі Eurorack.